# Piana di Cumberland

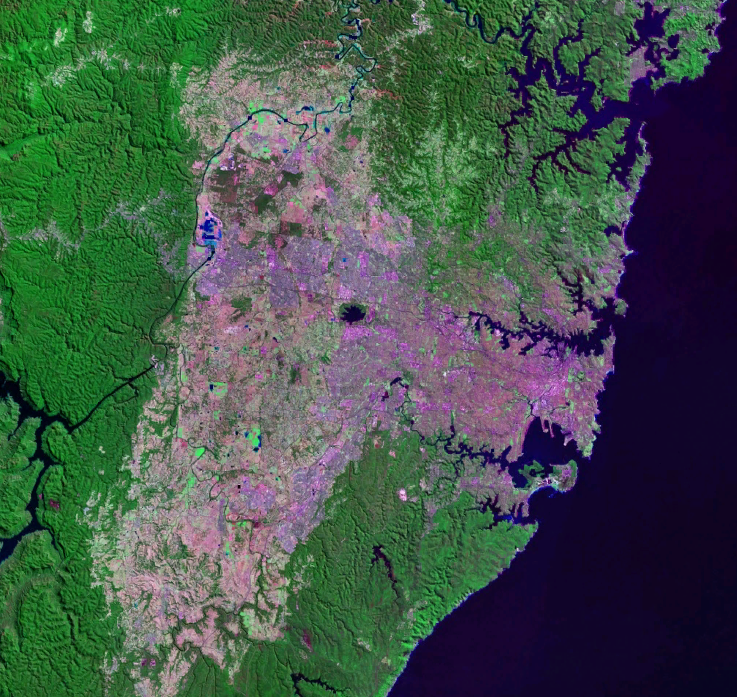
La piana di Cumberland copre la vasta area compresa tra Penrith a ovest e i sobborghi occidentali di Sydney a est

La piana di Cumberland (in inglese: Cumberland Plain) è una pianura situata a ovest del centro di Sydney nel Nuovo Galles del Sud in Australia.
La pianura ha una superficie di circa 2 750 chilometri quadrati, e si estende longitudinalmente da circa 10 chilometri a nord di Windsor a Picton a sud, e latitudinalmente dal fiume Nepean-Hawkesbury a ovest quasi fino al centro di Sydney a est. Buona parte dell'area metropolitana di Sydney ricade nel territorio della piana.
La piana prende il nome della contea di Cumberland in cui è situata.